# كازوشي أوتشيدا
كازوشي أوتشيدا (باليابانية: 内田 和志) (9 أكتوبر 1987 في شيزوكا في اليابان – )؛ هو لاعب كرة قدم ياباني سابق كان يلعب كمدافع.

## وصلات خارجية
- كازوشي أوتشيدا على موقع رابطة كرة القدم اليابانية للمحترفين (اليابانية)